# Wola Ducka
Wola Ducka – wieś sołecka w Polsce, położona w województwie mazowieckim, w powiecie otwockim, w gminie Wiązowna.
| SIMC    | Nazwa    | Rodzaj    |
| ------- | -------- | --------- |
| 1057953 | Różyce   | część wsi |
| 1057976 | Teofilów | część wsi |

W latach 1975–1998 miejscowość administracyjnie należała do województwa warszawskiego.
Wola Ducka położona jest przy Szosie Lubelskiej. Niedaleko zabudowań ma swe źródła potok Stok, płynący głębokim korytem przez zalesione wydmy i uchodzący do Świdra. 
Wieś została założona w 1473 roku przez osadników z nieistniejącej już wsi Duda pod Karczewem. Początkowo zwolniona była z opłat czynszowych. W 1827 roku znajdowało się w niej 12 domów, w których mieszkało 112 mieszkańców.